# 魚沼酒造
魚沼酒造（うおぬましゅぞう、英文名称:Uonuma Sake Brewery Co.,LTD. ）は、新潟県十日町市中条に本社を置く、創業1873年（明治6年）の酒蔵である。銘柄「天神囃子」は妻有地方で唄い継がれる、稲作豊穣を祈願する神事唄・祝い唄から由来している。酒質は新潟では数少ない甘口である。

## 銘柄
- 天神囃子「純米大吟醸生貯蔵酒」
- 純米吟醸「縄文の響」
- 吟醸「天神囃子吟麗」
- 大吟醸「天神囃子」
- 純米吟醸「天神囃子」
- 特別純米酒「天神囃子」
- 特別本醸造「天神囃子」
- 普通酒「天神囃子」
- 普通酒「八幡川」

## 役員
- 代表取締役会長、山口秀雄
- 代表取締役社長、山口勝由